# Délicieux
Pour plus de détails, voir Fiche technique et Distribution.
Délicieux est un film franco-belge coécrit et réalisé par Éric Besnard, sorti en 2021.
En 1788/1789, avant la Révolution française, Pierre Manceron (Grégory Gadebois) est le cuisinier d'un aristocrate gastronome. Renvoyé pour avoir revendiqué une part de liberté de création dans ses plats, il s'installe dans la maison abandonnée de son père avec Jacob (Christian Bouillette), un ami de la famille, et avec son fils, Benjamin (Lorenzo Lefèbvre). Le temps passe, et il perd la motivation culinaire. Une femme (Isabelle Carré), vient se proposer comme apprentie.

## Synopsis
Près de Saint Flour en 1788/1789, quelques mois avant la Révolution française, Pierre Manceron est un cuisinier extrêmement créatif et employé par le duc de Chamfort. Lors du repas qui permettrait à son seigneur et à lui-même de monter à Paris, Pierre est félicité par les convives à l'exception de l'abbé. Ayant goûté la nouvelle création du chef qui n'était pas au menu, « Le Délicieux », à base de pommes de terre et de truffe, l'homme d'église s'offusque qu'il ait pu avoir l'idée de proposer à des nobles des aliments destinés aux cochons. L'assemblée ne tarde pas à se moquer et le duc, humilié, demande des excuses publiques à Pierre. Ce dernier refuse et retourne dans sa maison familiale avec son fils, Benjamin, lecteur assidu des Lumières. Là-bas, il apprend de Jacob, un ami de sa famille, que son père est décédé et que la région regorge de pauvres à la recherche de nourriture à la suite des nombreuses disettes. Pour vivre, Pierre ouvre une auberge et quelque temps plus tard, voit débarquer une femme, Louise, qui prétend vouloir devenir son apprentie.
Malgré son idée fixe de ne plus cuisiner, Pierre Manceron cède et commence à la former, non sans se poser quelques questions sur elle. Louise lui avoue être une ancienne prostituée qui souhaite refaire sa vie. Un jour, Hyacinthe, l'intendant du duc, vient collecter l'impôt et informe l'ex-chef que le duc regrette ses services. En voyage à Paris, Chamfort compte passer par l'auberge à son retour et pardonner à son cuisinier si le repas est à sa convenance. Pierre, heureux, se remet aux fourneaux mais ne tarde pas à déchanter quand il reçoit un messager lui indiquant que le duc rentre le lendemain et, de ce fait, ne lui permettra pas de tout préparer à temps. Louise insiste pour que le repas ait lieu. Mais la mort de Jacob, écrasé par un tonneau, et un incendie dans le cellier, provoqué involontairement par Benjamin, rendent la tâche encore plus ardue. Pierre est blessé aux mains en voulant sauver certains plats. Aidé de Louise, il parvient cependant à créer un repas qu'il avait déjà proposé à l'auberge. Malheureusement pour lui, la calèche passe sans s'arrêter, et Hyacinthe l'informe que le duc a déjà mangé en chemin. À ces mots, Louise révèle à Pierre qu'elle est l'ancienne marquise de La Varennes, dont le défunt mari fut victime d'une arnaque du duc via la Compagnie des Indes, et qu'elle comptait se venger pendant le repas.
Humilié et trahi, Pierre Manceron se réfugie dans l'alcool mais est victime d'une chute de cheval. Louise prend soin de lui et à son réveil, celui-ci constate que son apprentie et son fils ont modernisé son établissement. Tous les trois créent un restaurant aux idées révolutionnaires, qu'ils nomment « Délicieux », proposant des tables individuelles, des assiettes et des plats somptueux pour les voyageurs quel que soit leur rang social. Intrigué, le duc songe de nouveau à manger dans l'établissement de Pierre. Louise préfère partir par peur de ce qu'elle pourrait faire si elle se trouvait de nouveau en face de lui. Sans son apprentie dont il est tombé amoureux, Pierre perd l'envie de cuisiner et le restaurant décline. Pierre se rend au château, s'excuse pour sa conduite passée et le duc accepte son invitation. Pierre se rend ensuite au couvent où Louise s'est retirée. Elle lui confesse son amour et consent à revenir quand elle apprend le plan qu'il a concocté.
Le duc de Chamfort et sa maîtresse commencent le repas lorsque des clients affluent et s'installent dans la salle. Pierre Manceron lui avait pourtant promis qu'il privatiserait son restaurant pour eux seuls. Comprenant que Pierre lui a menti, et humilié de devoir manger avec des gens de classes inférieures, le duc part en lui promettant de le traduire en justice.

## Fiche technique
Sauf indication contraire, les informations mentionnées dans cette section peuvent être confirmées par la base de données cinématographiques Unifrance,  présente dans la section « Liens externes ».
- Titre original : Délicieux
- Réalisation : Éric Besnard
- Scénario : Éric Besnard et Nicolas Boukhrief
- Musique : Christophe Julien
- Décors : Bertrand Seitz
- Costumes : Madeline Fontaine
- Photographie : Jean-Marie Dreujou
- Son : Dominique Lacour et Alexandre Fleurant
- Montage : Lydia Decobert
- Production : Philip Boëffard et Christophe Rossignon
- Sociétés de production : Nord-Ouest Films ; SND Groupe M6 (coproduction)
- Sociétés de distribution : SND (France) et Cinéart (Belgique) ; Métropole Films Distribution (Québec), Praesens Film (Suisse romande)
- Budget : 5 millions d'euros[réf. nécessaire]
- Pays de production :  France /  Belgique
- Langue originale : français
- Format : couleur — 2.40:1
- Genre : comédie, romance, historique
- Durée : 112 minutes
- Dates de sortie :
  - France : janvier 2021 (Rendez-vous d'Unifrance à Paris) ; 8 septembre 2021 (sortie nationale)
  - Suisse romande : 8 septembre 2021
  - Québec : 10 septembre 2021
  - Belgique : 15 septembre 2021

## Distribution
- Grégory Gadebois : Pierre Manceron
- Isabelle Carré : Louise / marquise de La Varennes
- Benjamin Lavernhe : le duc de Chamfort
- Guillaume de Tonquédec : Hyacinthe, l'intendant du duc
- Lorenzo Lefèbvre : Benjamin Manceron
- Christian Bouillette : Jacob
- Marie-Julie Baup : la marquise de Saint-Genet
- Jérémy Lopez : le marquis de Fourvière
- Antoine Gouy : le marquis du Croisic
- Manon Combes : Francine
- Laurent Bateau : Dumortier
- Gilles Privat : l'évêque
- Christophe Rossignon : le laquais aux chandelles
- Félix Fournier : le commis qui met de la cannelle
- François de Brauer : le marquis Frigoli
- Benjamin Lhommas : le marquis des Essais
- Chloé Astor : une maîtresse du duc
- Louise Rossignon : la première marquise
- Maxime Mansion : l'ami de Dumortier

## Production

### Distribution des rôles
En juin 2019, suivant la recherche des 200 figurants et silhouettes à Saint-Flour en juillet, on apprend qu'Isabelle Carré et Grégory Gadebois font partie du tournage de ce film.
Les chefs Thierry Charrier, dirigeant des cuisines du Quai d'Orsay, et Jean-Charles Karmann, conseiller culinaire, ont participé à conseiller l'équipe du film pour parfaire des plats du XVIIIe siècle les plus proches possibles de l’Histoire.

### Tournage

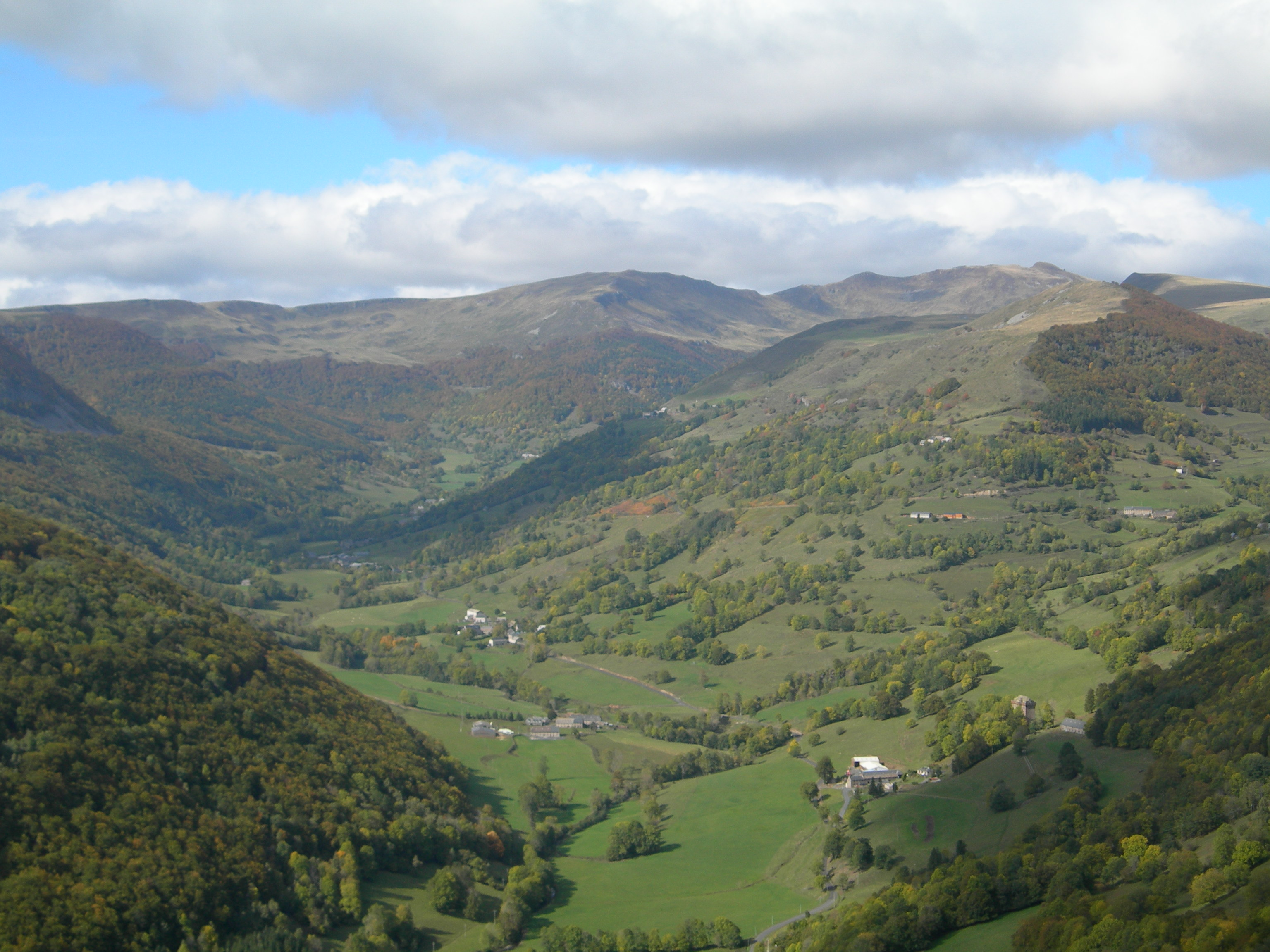
Vue sur la vallée de Brezons.

Le tournage a lieu, entre le 16 septembre et le 25 octobre 2019, sur les terres à plus de 1 000 mètres d’altitude de Brezons, dans le Cantal,— où se trouve une grange abandonnée du XVIIIe siècle, dont les équipes du tournage ont refait les planchers et les poutrages, ainsi que les fenêtres. Il a également lieu à Conques-en-Rouergue, en octobre 2019, pour les prises de vues sur la rue de la Porte de Fer et l'abbatiale Sainte-Foy.
Les scènes ayant pour cadre le château du comte de Chamfort ont été tournées au château de Champlâtreux, résidence du XVIIIe siècle, dans le Val-d'Oise.
Durant le tournage, on compte 350 acteurs principaux, seconds rôles et figurants. Les lumières sont inspirées du peintre français Jean Siméon Chardin.

### Musique
La musique du film est composée par Christophe Julien, qui retrouve le réalisateur Éric Besnard.
1. Délicieux (3:28)
2. Le repas (1:07)
3. Les saisons (3:11)
4. L'exil (1:23)
5. L'éveil des sens (1:04)
6. La renaissance (3:44)
7. Le miroir de nos vies (1:58)
8. Les gourmets (2:16)
9. Elégance du geste (2:05)
10. Le poison (1:32)
11. La veillée (1:39)
12. Le temps d'une vie (1:03)
13. Le restaurant (1:38)
14. Passer et ne jamais revenir (1:45)
15. Vous me le paierez (3:37)
16. 1789 (3:09)
17. Délicieux (générique fin) (5:54)

## Distinctions

### Nominations
Sauf indication contraire, les informations mentionnées dans cette section peuvent être confirmées par la base de données cinématographiques IMDb,  présente dans la section « Liens externes ».
- Cérémonie des César 2022 :
  - Meilleurs costumes pour Madeline Fontaine
  - Meilleurs décors pour Bertrand Seitz
- IFMCA 2022 : meilleure composition originale pour Christophe Julien

## Authenticité de l'histoire
Les faits évoqués ne sont pas historiques. Le premier restaurant n'est pas né en 1789. Il existait déjà en Chine, à Hangzhou, cinq siècles plus tôt, de nombreux restaurants et cabarets qui proposaient des mets variés, suggérés au moyen d'une carte sur laquelle les clients cochaient les plats désirés. Les premiers restaurants, en France, sont nés à Paris, dans les années 1760-1770 et servaient des « restaurants », c'est-à-dire des bouillons et consommés destinés à redonner des forces.

## Autour du film
- Jacques Besnard, le père d'Éric Besnard, avait réalisé Le Grand Restaurant (1966), avec Louis de Funès[11],[12].

### Documentation
- Dossier de presse Délicieux